# نادي سسكا موسكو لكرة السلة
نادي سسكا موسكو لكرة السلة (بالإنجليزية: PBC CSKA Moscow)‏ وهو نادي كُرَة سلة روسي، تم تأسيسه في سنة 1924 في زمن الإتحاد السوفييتي، ويعتبر من أقوى أندية كرة السلة في روسيا وأوروبا، حيث فاز بلقب الدوري الأوروبي لكرة السلة 8 مرات وفاز بلقب الدوري السوفييتي لكرة السلة 24 مرة وفاز بلقب الدوري الروسي لكرة السلة 21 مرة و4 مرات بكأس روسيا.

## الألقاب
على مر السنين حصد النادي ألقابًا كثيرة:

### محليًا
- الدوري السوفيتي الممتاز لكرة السلة (المجموع 24 لقب): 1945، 1960، 1961، 1962، 1964، 1965، 1966، 1969، 1970، 1971، 1972، 1973، 1974، 1976، 1977، 1978، 1979، 1980، 1981، 1982، 1983، 1984، 1988، 1990.
- كأس الاتحاد السوفيتي لكرة السلة (المجموع لقبين -2-): 1972, 1973
- دوري روسيا لكرة السلة (المجموع 27 لقب): 1992, 1993, 1994, 1995, 1996, 1997, 1998, 1999, 2000, 2003, 2004, 2005, 2006, 2007, 2008, 2009, 2010, 2011, 2012, 2013, 2014, 2015, 2016, 2017, 2018, 2019, 2021
- كأس روسيا لكرة السلة (المجموع 4 ألقاب): 2005, 2006, 2007, 2010
- دوري اتحاد في تي بي (المجموع 11 لقب): 2008, 2010, 2012, 2013, 2014, 2015, 2016, 2017, 2018, 2019, 2021

### دوليًا
- الدوري الأوروبي لكرة السلة (المجموع 8 ألقاب): 1961, 1963, 1969, 1971, 2006, 2008, 2016, 2019
- الدوري الأوروبي لكرة السلة (المجموع 6 نهائيات -وصافة-) 1965, 1970, 1973, 2007, 2009, 2012

### غير رسمية
- كأس كوندراشين وبيلوف (بالروسية: Кубка Кондрашина и Белова) (المجموع 6 ألقاب): 2003, 2004, 2005, 2006, 2008, 2010
- كأس ألكساندر غاميلسكي (بالروسية: Кубка имени Александра Гомельского) (المجموع 10 ألقاب): 2010, 2011, 2012, 2013, 2014, 2015, 2016, 2018, 2019, 2020
- دوري كرة السلة لأوروبا الشمالية (بالإنجليزية: NEBL)‏ (لقب واحد) 2000
- كأس السوبر لاتحاد في تي بي (لقب واحد) 2021

## أشهر لاعبي الفريق
للظهور في هذه القائمة، يجب أن يمتلك اللاعب إما:
- سجل رقمًا قياسيًا في النادي أو فاز بجائزة فردية أثناء وجوده في النادي.
- لعب مباراة دولية رسمية واحدة على الأقل لمنتخبه الوطني في أي وقت.
- لعب مباراة رسمية واحدة على الأقل في الـإن بي إيه في أي وقت.

- Evgeny Alekseev  [لغات أخرى]‏
- Vladimir Andreev  [لغات أخرى]‏
- سيرجي بازاريفيتش
- سيرغي بيلوف
- إيفان إيدشكو
- Yuri Korneev
- Valery Miloserdov
- Anatoly Myshkin
- فيكتور بانكراشكين
- Sergei Tarakanov
- فاليري تيخونينكو
- فلاديمير تكاشينكو
- Gennadi Volnov
- Stanislav Yeryomin
- فيكتور زوبكوف
- Armenak Alachachian
- هينو إندن
- ياك ليبسو
- تيت سوك
- جوندارس فترا
- ريماس كورتينيتيس
- Alexander Belostenny
- Sergei Kovalenko
- Anatolij Kovtun
- ألكسندر فولكوف
- Alzhan Zharmukhamedov
- Ruslan Avleev
- Aleksandr Bashminov
- ديمتري دوماني
- فيتالي فريدزون
- فاسيلي كراسيف
- ساشا كاون
- Victor Khryapa
- أندريه كيريلينكو
- يفغيني كيسورين
- إيغور كوديلين
- نيكيتا كوربانوف
- سيرجي مونيا
- نيكيتا مورغونوف
- سيرجي يوريفيش بانوف
- Zakhar Pashutin
- أليكسي سافراسينكو
- أليكسي شفد
- ديمتري سوكولوف
- جون روبرت هولدن
- Vitaly Nosov
- فيكتور كيرو
- أندري فورونتسيفيتش
- أليكسي زوزولين
- روبن وولكوويسكي
- ديفيد أندرسون
- توماس فان دن شبيغل
- Vladan Alanović
- غوردان جيريتشك
- زوران بلانينيتش
- Joško Poljak
- ماتي سكلين
- مارتن مورسب
- ناندو دي كولو
- بوبس منساه بونسو
- جويل فريلاند
- ديموس ديكوديس
- Nikos Chatzivrettas
- تيودوروس بابالوكاس
- نيكولاوس زيسيس
- جينتاراس إنيكيس
- داريوش لافرينوفيتش
- راموناس شيشكاوسكاس
- داريوس سونجيلا
- يوليوس نوسو
- سيرجيو رودريغيز
- زوران إرتسيغ
- بوبان ماريانوفيتش
- نيناد كرستيتش
- دراغان تارلاك
- ميلوش تيودوسيتش
- إرازيم لوربيك
- ماتياج سموديش
- ميرساد تركان
- فياتشيسلاف كرافتسوف
- فيكتور ألكسندر
- ماركوس براون
- ويل كليبيرن
- باتريك إدي
- تشاك إيفانز
- كينيث فريد
- جامونت غوردون
- ماركوس جوري
- أنطونيو جرانجر
- كوري هيغنز
- كايل هاينز
- أوثيلو هنتر
- مايك جيمس
- Michael Jennings
- تراجان لانغدون
- راستي لارو
- Curtis McCants
- سامي ميخيا
- تيرنس موريس
- ماركوس ويب
- سوني ويمز
- Edmond Wilson
- ديفيد فانتيربول
- آرون جاكسون
- أوسكار توريس